# 卡丹

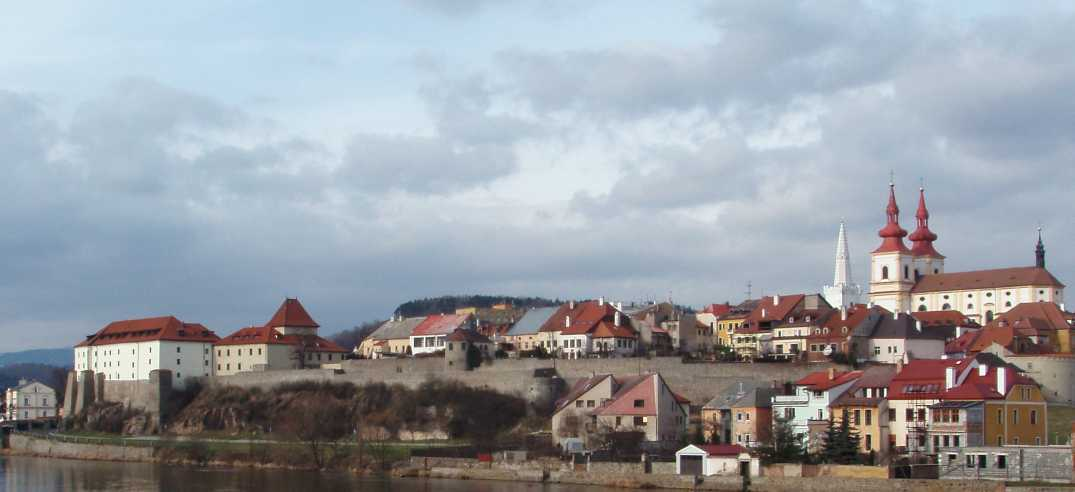

卡丹是捷克的城市，位於該國西北部奧赫熱河畔，由烏斯季州負責管轄，面積65.62平方公里，海拔高度300米，主要經濟活動是旅遊業，2006年人口18,759。

## 外部連結
- Municipal website
- Municipal Museum （页面存档备份，存于）
- Gymnasium （页面存档备份，存于）
- Galerie U Adama